# Friedrich Christian Carstens
Friedrich Christian Carstens (* 1. Februar 1762 in St. Jürgen; † 14. Februar 1798 in Berlin) war ein deutsch-dänischer Maler und Radierer.

## Leben und Wirken
Friedrich Christian Carstens war ein Sohn des Graupenmüllers Hans Carstens (1721–1762) und dessen Ehefrau Christina Dorothea, geborene Petersen (1726–1769). Sein Bruder Asmus Jakob war ein Maler. Da die Eltern wenige Jahre nach der Geburt ihres Sohnes verstarben, wuchs er bei zugewiesenen Vormündern auf, die ihm 1778 eine Lehrstelle bei dem Maler Carl Daniel Voigts vermittelten. Im Juli 1781 verweigerte ihm sein Bruder aufgrund eigener Auseinandersetzungen mit der Königlich Dänischen Kunstakademie in Kopenhagen einen Besuch dieser Bildungseinrichtung und lehrte ihn stattdessen selbst. 1783 reisten die Brüder gemeinsam mit Johann Jürgen Busch nach Italien und erreichten Mantua, wo sie wegen Geldmangels umkehren mussten. Danach lebten sie für einige Zeit in Zürich, wo sie Zeichnungen für die „Physiognomik“ Johann Caspar Lavaters erstellten.
1784 lebten die Brüder Carstens in Lübeck, wo sich ihre Wege zunächst trennten: Friedrich Christian Carstens ging nach Stralsund, Greifswald und Stettin, und verdiente als Porträtzeichner und Zeichenlehrer nur wenig Geld. 1790 folgte er seinem Bruder nach Berlin, wo sie gemeinsam pompejanische Gemälde im Dorvill’schen Haus gestalteten. Hier arbeitete er zumeist als Kupferstecher, erstellte jedoch nur wenig Werke. 1791 genehmigte der Kurator und Minister Heinitz Friedrich Christian Carstens eine Lehrstelle in der Gipsklasse einer Akademie, die dieser 1792 als Vertretung für seinen Bruder, der mittels eines Stipendiums nach Rom ging, leiten sollte. Carstens nahm die Stelle jedoch nicht an, sondern arbeitete weiter auf eigene Rechnung als Stecher.
Friedrich Christian Carstens hinterließ mehrere bekannte Werke und freie mythologische Abbildungen, deren künstlerischer Anspruch als „mäßig“ bezeichnet werden kann. Carl Ludwig Fernow, der den Bruder Asmus Jakob begleitete und später biografisch beschrieb, bezeichnete Friedrich Christian Carstens als „Halbtalent“, das aufgrund der erfahrenen Enttäuschungen einen gebrochenen Charakter hatte. Alfred Kamphausen schrieb, dass Carstens „in den mythologischen Kompositionen“ das Ethos seines Bruders nicht erreicht habe und nicht ähnlich nachdrücklich gewesen sei. Er habe „bokulisch“ gemalt und sei dabei eher Salomon Gessner als seinem Bruder gefolgt, so Kamphausen.
Friedrich Christian Carstens starb vereinsamt in Berlin aufgrund von Tuberkulose.